# كلنا بعيد بذات المقدار عن الحب
كلنا بعيد بذات المقدار عن الحب هي رواية للكاتبة الفلسطينية عدنية شبلي، صدرت بالعربية عن مؤسسة عبدالمحسن القطان في لندن سنة 2003، تقع في 170 صفحة. كما صدرت بذات العام عن دار الآداب في بيروت سنة 2004، في 172 صفحة. ترجمت للغة الفرنسية سنة 2014.
حازت الرواية على جائزة مسابقة الكاتب الشاب لعام 2003 التي نظمتها مؤسسة عبد المحسن القطان ضمن برنامجها للثقافة والعلوم.

## نبذة
تُسلط الرواية الضوء على مشاعر الإنسان المتنوعة مثل الحيرة، الغضب، والحب، الصراع الداخلي، مستعرضةً العلاقة المتشابكة بين العالم الداخلي للأفراد والظواهر الخارجية. تعتمد الرواية بشكل أساسي على الأفعال والتصرفات البسيطة في رسم ملامح الشخصيات، مما يتيح تقديم تصوير دقيق لجوانبهم النفسية، مع جرأة لعرض أكثر المشاعر البشرية هشاشة. تدور أحداث الرواية حول تأثير المراسلات البريدية بين شخصيات تعيش في عزلة عاطفية. تبدأ القصة مع امرأة شابة تعيش في وحدة تقوم بمراسلة رجل لم تلتقه قط. بدأ الأمر برسالة ذات طابع مهني كانت قد أرسلتها إليه، وكان رده الرقيق هو الذي دفعها لكتابة رسائل أخرى، تعبر له تدريجياً عن مشاعرها الأكثر سرية. ثم فجأة ينهي مراسلها علاقتهما الكتابية. مما يبرز تداخل الواقع مع الخيال. هذا الحب غير الملموس الذي تنميه تجاهه يبقى قائمًا رغم غيابه، ويستمر حتى يصل إلى نهايته المحتومة، سواء بالموت أو الجنون.
ثم تظهر امرأة شابة أخرى (عفاف) ضائعة هي الأخرى، تعمل في مكتب بريد، والتي، بناءً على طلب والدها، المتعاون مع المحتل، تفتح الرسائل وتقرأها وتقوم بتغيير كلمة "فلسطين" إلى "إسرائيل" في الرسائل التي تمر عبر مكتب البريد لكن ما يثير اتهمامها مو مضمون رسائل العشق.

## الشخصيات
- المرأة الوحيدة: التي تبدأ بمراسلة رجل لم تلتقِ به قط، تعيش علاقة عاطفية عبر الرسائل، وتواجه الصراع بين الواقع والخيال.
- عفاف: فتاة شابة تعيش تحت ضغط والدها القاسي، وتقوم بعمل في مكتب البريد حيث تقرأ الرسائل التي تمر عبره، مما يثير مشاعرها ويفتح أمامها أبوابًا جديدة للتعبير.